# Włodzimierz Kuliński
Włodzimierz Andrzej Kuliński (ur. 26 lipca 1957 w Piotrkowie Trybunalskim) – polski samorządowiec, były wojewoda piotrkowski.

## Życiorys
W latach 1982–1995 był zatrudniony w Kopalni Węgla Brunatnego "Bełchatów". Od 1990 do 1992 pełnił funkcję wiceprezydenta Bełchatowa, następnie do 1994 zajmował stanowisko wojewody piotrkowskiego. W latach 1990–1997 zasiadał także w radzie miasta. Od 1995 pracuje jako dyrektor oddziału banku (obecnie Nordea Bank Polska S.A.). Wchodził też w skład rad nadzorczych różnych przedsiębiorstw. Zasiadał w radzie politycznej Stronnictwa Konserwatywno-Ludowego. W wyborach samorządowych w 2006 z listy Platformy Obywatelskiej po raz trzeci został wybrany na radnego, a następnie powołany na przewodniczącego rady miasta. W 2010 uzyskał reelekcję. W 2018 bez powodzenia kandydował na prezydenta miasta, powrócił natomiast w skład rady miejskiej.
Otrzymał Srebrny (2001) i Złoty (2005) Krzyż Zasługi.